# Lusagyugh
Lusagyugh là một đô thị thuộc tỉnh Armavir, Armenia. Dân số ước tính năm 2011 là 1196 người.